# Stadion Grbavica
Het Stadion Grbavica is een multifunctioneel stadion in Grbavica, een wijk in de hoofdstad van Bosnië en Herzegovina, Sarajevo. Het stadion wordt ook wel 'Dolina Ćupova' genoemd.
Het stadion wordt vooral gebruikt voor voetbalwedstrijden, de voetbalclubs FK Željezničar Sarajevo en NK Olimpik Sarajevo maken gebruik van dit stadion. Soms vinden er ook concerten plaats. In het stadion is plaats voor 16.100 toeschouwers. Het stadion werd geopend in 1953. In 1968, 2004 en 2016 waren er renovaties.